# Agneta Askelöf
Ingrid Agneta Askelöf, ogift Gundhagen, född 2 januari 1945 i Solna församling i Stockholms län, är en svensk journalist och programledare.
Hon var på 1980-talet programledare i Sveriges Radio Stockholms eftermiddagsblock Storstadspuls, på 1990-talet för TV-programmet Förlåt mig. Hon är lärare i radio och journalistisk analys på Täby enskilda gymnasium.